# Julia Maidhof
Julia Maidhof (født 13. marts 1998 i Aschaffenburg, Tyskland) er en tysk håndboldspiller, der spiller for rumænske SCM Râmnicu Vâlcea i Handball-Bundesliga Frauen og Tysklands kvindehåndboldlandshold.
Hun fik debut på det tyske A-landshold den 2. juni 2019, mod Kroatien. Hun blev også udtaget til, landstræner Henk Groeners udvalgte trup ved VM i kvindehåndbold 2021 i Spanien, som reservespiller.